# دوستان حیوانی
دوستان حیوانی (به انگلیسی: Animal Friends) یک فیلم کمدی لایو اکشن/ پویانمایی آمریکایی به کارگردانی پیتر آتنسیو و با فیلمنامه‌ای از کوین باروز و مت میدر است. در این فیلم رایان رینولدز، جیسون موموآ، وینس وان، آبری پلازا، ادیسون ری، دن لوی و لیل رل هاوری ایفای نقش می‌کنند.
این فیلم قرار است در تاریخ ۱۵ اوت ۲۰۲۵ در ایالات متحده اکران شود.

## بازیگران
- رایان رینولدز
- جیسون موموآ
- وینس وان
- آبری پلازا
- ادیسون ری
- دن لوی
- لیل رل هاوری
- الی بامبر

## تولید
این پروژه در آوریل ۲۰۲۳ اعلام شد و رایان رینولدز، جیسون موموآ، وینس وان و آبری پلازا به عنوان بازیگران معرفی شدند و پیتر آتنسیو قرار بود کارگردانی آن را برعهده گیرد. ادیسون ری ماه بعد به بازیگران پیوست. دن لوی در فوریه ۲۰۲۴ به بازیگران پیوست، و سپس لیل رل هاوری و الی بامبر در ماه‌های بعد به بازیگران پیوستند.

## انتشار
دوستان حیوانی قرار است در ۱۵ اوت ۲۰۲۵ در ایالات متحده اکران شود.